# Parc 9 d'octubre
El Parc 9 d'octubre és una àrea verda que es troba a la ciutat de Petrer, Vinalopó Mitjà.
Inaugurat en la dècada de 1990 i de planta irregular, és el més extens de la població.
Té una superfície de vora 24.700 metres quadrats de sòl i equipament públic (sense comptar el bar-restaurant).
Compta amb un llac amb una font tipus guèiser, un escenari a l'aire lliure amb una gran graderia que s'utilitza en la celebració de concerts durant les festes patronals i els Concerts d'Estiu (entre altres esdeveniments), i un bar-restaurant, a més de zones de jocs infantils, enjardinades i d'esplai i un carril bici. Cal destacar que durant la seua construcció es van respectar els desnivells del recinte, la qual cosa va fer possible la construcció de la graderia aprofitant antics bancals de cultiu.